# علی رواقی
علی رواقی (زادهٔ ۸ آذر ۱۳۲۰ مشهد) استاد ادبیات فارسی، قرآن‌پژوه، شاهنامه‌پژوه، مصحح و عضو پیوستهٔ فرهنگستان زبان و ادب فارسی است. او برگزیده دومین همایش چهره‌های ماندگار (۱۳۸۱) است. وی استاد دانشکدهٔ ادبیات دانشگاه تهران بوده‌است. در حال حاضر مدیر مؤسسه فرهنگی محمّد رواقی می‌باشد.

## زندگی
علی رواقی در سال ۱۳۲۰ در شهر مشهد زاده شد. پس از اتمام تحصیلات ابتدایی و متوسطه، در سال ۱۳۳۹ دوره کارشناسی خود را در دانشکده ادبیات مشهد شروع نمود و برای گذراندن دوره کارشناسی ارشد و دکترا به تهران رفت و تا سال ۱۳۵۳ در دانشگاه تهران مشغول به تحصیل بود. او در این سال مدرک دکترای زبان و ادبیات فارسی را از دانشکده ادبیات دانشگاه تهران گرفت. استادان او در این سال‌ها احمدعلی رجایی بخارایی، غلامحسین یوسفی، بدیع الزمان فروزانفر، جلال همایی، پرویز ناتل خانلری، محمد معین، مجتبی مینوی، علی‌اکبر فیاض و محمد پروین گنابادی بودند. رواقی از سال ۱۳۴۹ تدریس در دانشگاه تهران را با تدریس متون فارسی همچون شاهنامه، تاریخ بیهقی و آثار ناصرخسرو آغاز کرد. او در سال ۱۳۵۴ به فرانسه رفت و در آنجا در زمینه فرهنگ‌نویسی به تحقیق پرداخت. وی در سال ۱۳۵۶ در دانشگاه پل والری مون پلیه، زبان فارسی را تدریس می‌کرد. علی رواقی در سال ۱۳۶۹ جزو نخستین افرادی بود که به عضویت پیوسته فرهنگستان زبان و ادب فارسی درآمد و در سال ۱۳۸۰ به عنوان چهره ماندگار در رشته زبان و ادبیات فارسی معرفی شد. او در سال ۱۳۸۱ بازنشسته شده‌است و پس از آن فعالیت‌های علمی خود را در پژوهشگاه شخصی خود (مؤسّسهٔ فرهنگی محمّد رواقی) دنبال می‌کند.

## فعالیت‌های پژوهشی
یکی از زمینه‌های پژوهشی که علی رواقی در آنها فعالیت‌های تحقیقی و پژوهشی داشته‌است؛ ترجمه‌های قرآن بوده‌است که این کار را از سال ۱۳۴۴ شروع کرده‌است. «تفسیر قرآن پاک» نخستین اثر اوست که در سال ۱۳۴۸ منتشر شده‌است. ترجمه «قرآن موزه پارس» در سال ۱۳۵۵ و تصحیح کتاب «تفسیر بصائر یمینی» در سال ۱۳۵۹ دومین و سومین آثار پژوهشی او هستند. بررسی مجموعه «ترجمه‌های قرآن» در کتابخانه آستان قدس با نام «قرآن قدس» در دو جلد و تصحیح کتاب‌های «برگردانی کهن از قرآن کریم» و «ترجمه‌ای فارسی از قرآن مجید» از دیگر کارهای تحقیقی رواقی به‌شمار می‌روند.

## بزرگداشت
در سال ۱۴۰۲ از طرف انجمن آثار و مفاخر فرهنگی مراسمی در نکوداشت علی رواقی برگزار گردید. همچنین دو مستند «فرهنگ» و «حکایت دل» دربارهٔ زندگی‌نامه و معرفی فعالیت‌ها و آثار علمی وی در سال‌های ۱۳۹۸ و ۱۴۰۰ از صدا و سیمای ایران ساخته و پخش شده‌است.

## آثار
علی رواقی در زمینه‌های مختلف زبان و ادبیات فارسی، قرآن‌پژوهی و شاهنامه‌پژوهی کتاب‌ها و آثار متعددی را تألیف، ترجمه و تصحیح کرده‌است. برخی از آنها عبارتند از:
- منتخب نثر فارسی
- پژوهش و ویرایش قرآن قدس
- تصحیح ترجمهٔ مقامات حریری
- تصحیح تفسیر قرآن پاک (با مقدمهٔ مجتبی مینوی)
- تصحیح جلد اول تفسیر بصائر یمینی
- تصحیح فرهنگ تکملةالاصناف
- تصحیح مقاصداللغه و تفسیر ۶جلدی بصائر یمینی
- ذیل فرهنگ‌های فارسی
- زبان فارسی در ماوراءالنهر
- سبک‌شناسی یا گونه‌شناسی ترجمه‌های قرآن
- گزیدهٔ شاهنامه
- فرهنگ فارسی تاجیکی
- فرهنگ مصدر در زبان فارسی
- فرهنگوارهٔ واژگان قرآنیِ فارسی
- همکاری با مجتبی مینوی و مهدی محقق در تصحیح دیوان ناصرخسرو
- ویرایش ترجمهٔ قرآن موزه پارس شیراز
- زبان فارسی افغانستان (دری)